# Gurania vaupesana
Gurania vaupesana är en gurkväxtart som beskrevs av José Cuatrecasas. Gurania vaupesana ingår i släktet Gurania och familjen gurkväxter. Inga underarter finns listade i Catalogue of Life.